# Sylviidae
Felosa redireciona aqui. Se procura por outro gênero, veja Phylloscopus.
Sylviidae é uma família de aves da ordem Passeriformes, onde se classificam a maioria das felosas, toutinegras e papuxas. Os silviídeos habitam o Velho Mundo.

## Taxonomia

### Gêneros
- Myzornis (1 espécie)
- Parophasma (1 espécie)
- Pseudoalcippe (2 espécies)
- Horizorhinus (1 espécie)
- Lioptilus (1 espécie)
- Sylvia (7 espécies)
- Curruca (27 espécies)
- Lioparus (1 espécie)
- Moupinia (1 espécies)
- Fulvetta (8 espécies)
- Chrysomma (2 espécies)
- Rhopophilus (1 espécie)
- Chamaea (1 espécies)
- Conostoma (1 espécie)
- Cholornis (1 espécie)
- Sinosuthora (6 espécie)
- Suthora (3 espécie)
- Neosuthora (1 espécie)
- Chleuasicus (1 espécie)
- Psittiparus (4 espécie)
- Paradoxornis (21 espécies)

- Commons
- Wikispecies